# Métro de Changchun
Le métro de Changchun (en chinois : 长春轻轨) est le réseau de métro de la ville de Changchun, dans la province de Jilin au Nord-Est de la Chine. Il possède six lignes, ouvertes en 2002 et 2024, qui desservent plus de 100 stations .
Il vient s'ajouter au réseau de tramway de Changchun, ouvert en 1941.

## Historique
La création de ce métro léger est décidée en 1980, mais l'évolution de la situation économique ne permet pas de lancer le projet avant 1998.
Les travaux commencent le 27 mai 2000 et la première ligne (n° 3) est ouverte le 30 octobre 2002. Elle est suivie d'une deuxième ligne (n° 4) le 30 juin 2011.

## Réseau actuel
Le réseau actuel est constitué de cinq lignes avec 96 stations totalisant plus de 100 km. Il est constitué de deux lignes de métro lourd ainsi que de trois lignes de métro léger.

### Aperçu général
| Ligne             | Terminus                                                                 | Année d'ouverture | Extension         | Longueur (km) | Stations | Type        |
| ----------------- | ------------------------------------------------------------------------ | ----------------- | ----------------- | ------------- | -------- | ----------- |
|                   | Rue du Ring nord - Hongzuizi                                             | 2017              | -                 | 16,3          | 15       | Métro       |
|                   | Automobile Park - Square Dongfeng                                        | 2018              | 2021              | 24,9          | 21       | Métro       |
|                   | Musée du palais impérial de l'État mandchou - Changchun Movie Wonderland | 2002              | 2006              | 34,3          | 33       | Métro léger |
|                   | Gare de Changchun - Rue Tianxin                                          | 2011              | 2023              | 18,7          | 15       | Métro léger |
|                   | Shuangfeng (zh) - Changchun Movie Wonderland (zh)                        | 2024              |                   | 29,57         | 22       | Métro       |
|                   | Rue du Ring nord - Rue Guangtong                                         | 2018              | -                 | 13,3          | 12       | Métro léger |
| Total métro lourd | Total métro lourd                                                        | Total métro lourd | Total métro lourd | 60,8          | 58       |             |
| Total métro léger | Total métro léger                                                        | Total métro léger | Total métro léger | 68,2          | 65       |             |
| Total             | Total                                                                    | Total             | Total             | 129           | 123      |             |